# パンタ笛吹
パンタ笛吹（ぱんた ふえふき、1952年4月4日 - ）は、日本の著述家、講演家、オカリナ奏者、役者。本名は牧政雄。

## 来歴
大分県大分市萩原生まれ。大分県立上野ヶ丘高校を経て、ヒッピーとなりインド周辺国を2年間放浪。その後、渡米し、リンゴもぎ、八百屋、ペンキ屋などの職を経た後、コロラド州ボールダーでロックンロール寿司バー「寿司三昧」を経営。
寿司レストランの経営をパートナーに任せた後、インド旅行で得た体験をもとに、「アガスティアの葉の秘密」を出版。　その後、「ソウルメイトと出会う本」など、10数冊を著述。著作は英語、ドイツ語、ポルトガル語に翻訳され、海外で出版される。
オカリナ奏者として日本でCDも発売し、全国100カ所で講演・ミニコンサートツアーをする。
現在、コロラド州ボールダーに在住。

## 著書
- アガスティアの葉の秘密 真弓香共著 たま出版、1995年
- ソウルメイトと出会う本 ヴオイス、1999年
- ミステリーサークル2000 たま出版、1999年
- ミステリーサークル写真集 アウル企画、1999年
- ときめく自分と出会う本 ヴオイス、2000年
- 裸のサイババ ヴオイス、2000年
- ミレニアム・ミステリーサークル写真集 アウル企画、2000年
- エンジェル・ボックス ヴオイス、2000年
- ベストパートナーと出会う本 ヴオイス、2001年
- ドクター・フリッツ　奇跡の生還 ヴオイス、2001年
- 幸せなプレーリードッグの育て方 ヴオイス、2002年
- ミステリーサークル・真実の最終解答 ヴオイス、2002年
- RV（リモート・ビューイング）入門 ヴオイス、2003年
- USO・ウソ・アメリカ　帝国現地レポート リベルタ出版、 2003年

### 牧まさおの筆名での出版物
- マジカル・インカへの旅 真弓香共著 第三書館、1997年
- 宇宙（そら）からの医者ードクター・フリッツの奇跡 小学館、1997年
- ロックンロール寿司シェフ物語 世界出版、1997年

## 翻訳
- 天使のガーデニング リー・クック ナチュラルスピリット、2002年
- 世界は変えられる 共同翻訳 七つ森書館、2004年
- 冬の兵士 共同翻訳 岩波書店、2009年

## 外国語訳（MASAO MAKI の名で）
- Spiritual Adventure of A Sushi Chef （米国） CADENCE Books、1997年
- In Search of Brazil's Quantum Surgeon （米国） CADENCE Books、1998年
- O fenomeno DR. FRITZ （ブラジル） JOSE OLYMPIO、1999年
- DAS DR. FRITZ-PHANOMEN （ドイツ） EARTH OASIS、2006年

## CD
- CHILDHOOD DREAM （米国） MUSE RECORD、1995年
- オカリナの夢（牧まさおの名前で）プレムプロモーション、1997年
- マイ・オカリナ・クリスマス プレムプロモーション、1998年

## 出演映画
- カンニバル!ザ・ミュージカル 1993年（インディアンの酋長役）
- オーガズモ 1997年（ヒップホップ寿司シェフ役）